# Vennipperpolder
De Vennipperpolder is een polder en een voormalig waterschap in de Nederlandse provincie Zuid-Holland, in de gemeenten Hillegom en De Vennip.
Het waterschap was verantwoordelijk voor de vervening, drooglegging en de waterhuishouding in de gelijknamige polder. De polder werd in 1979 opgeheven, ontpolderd en bij de gemeente Hillegom gevoegd.
In het zuiden grenst de polder aan de Elsbroekerpolder.

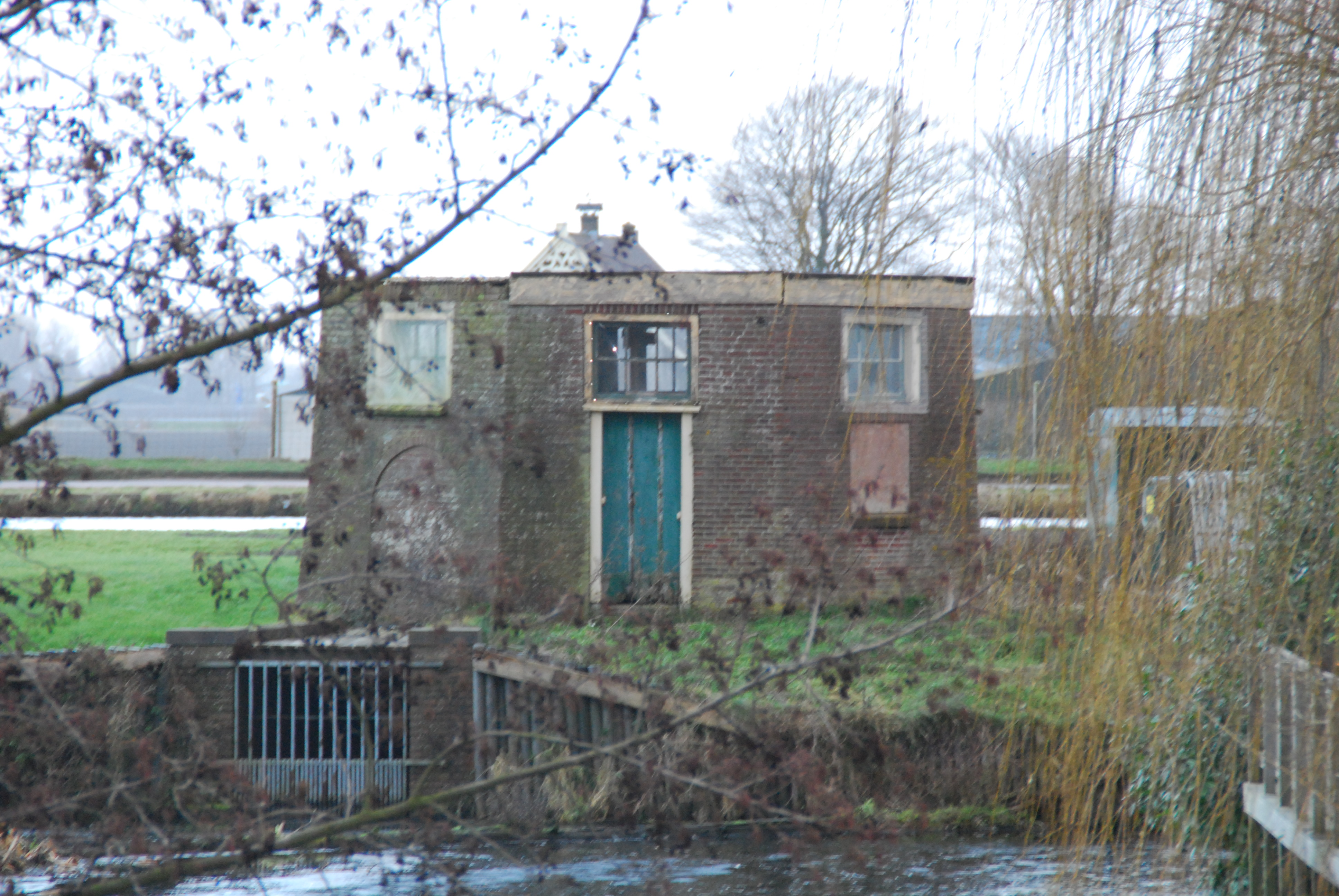
Restant van de Venniperpoldermolen